# Hainrode (Bleicherode)

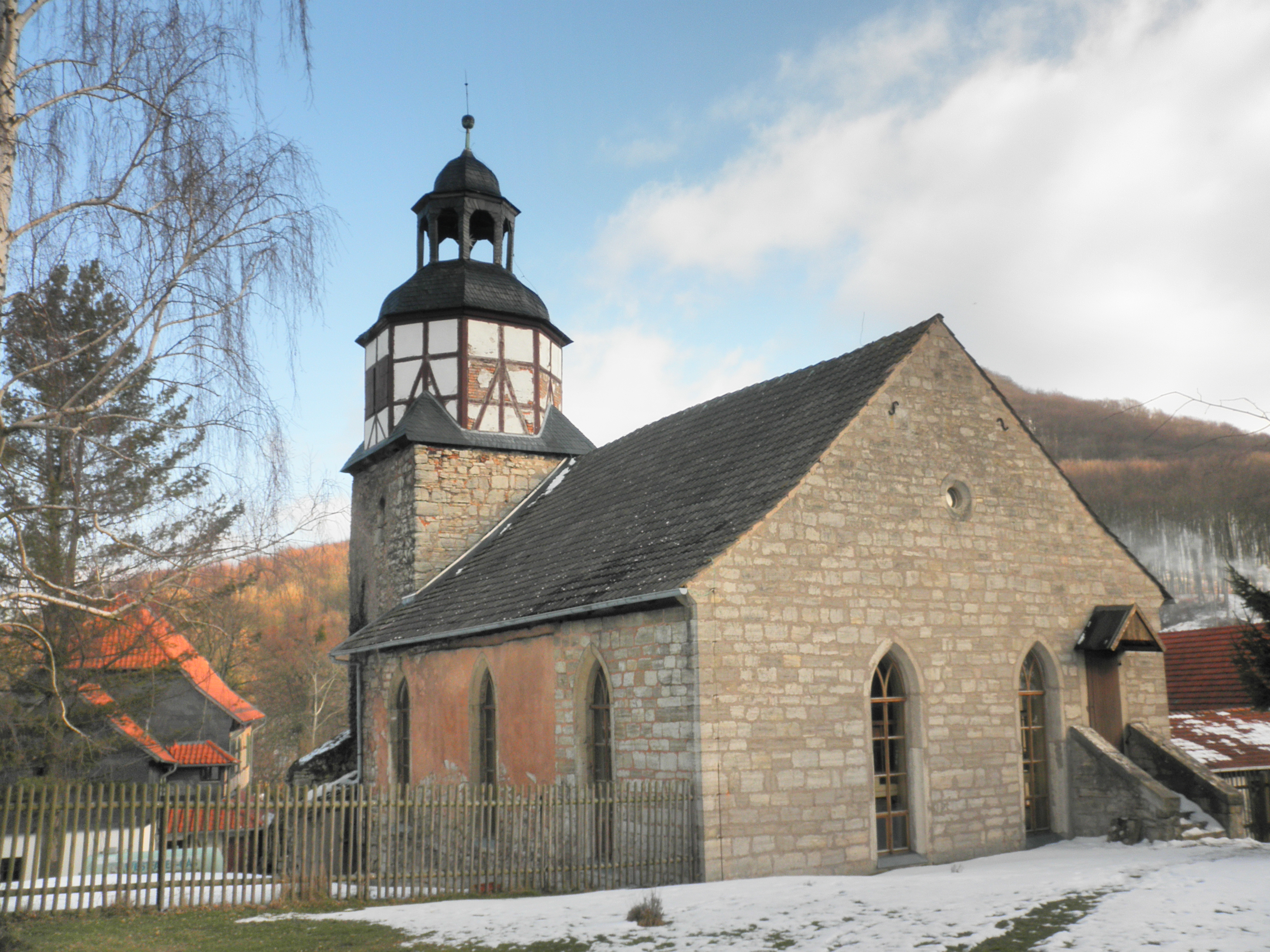
Kirche in Hainrode

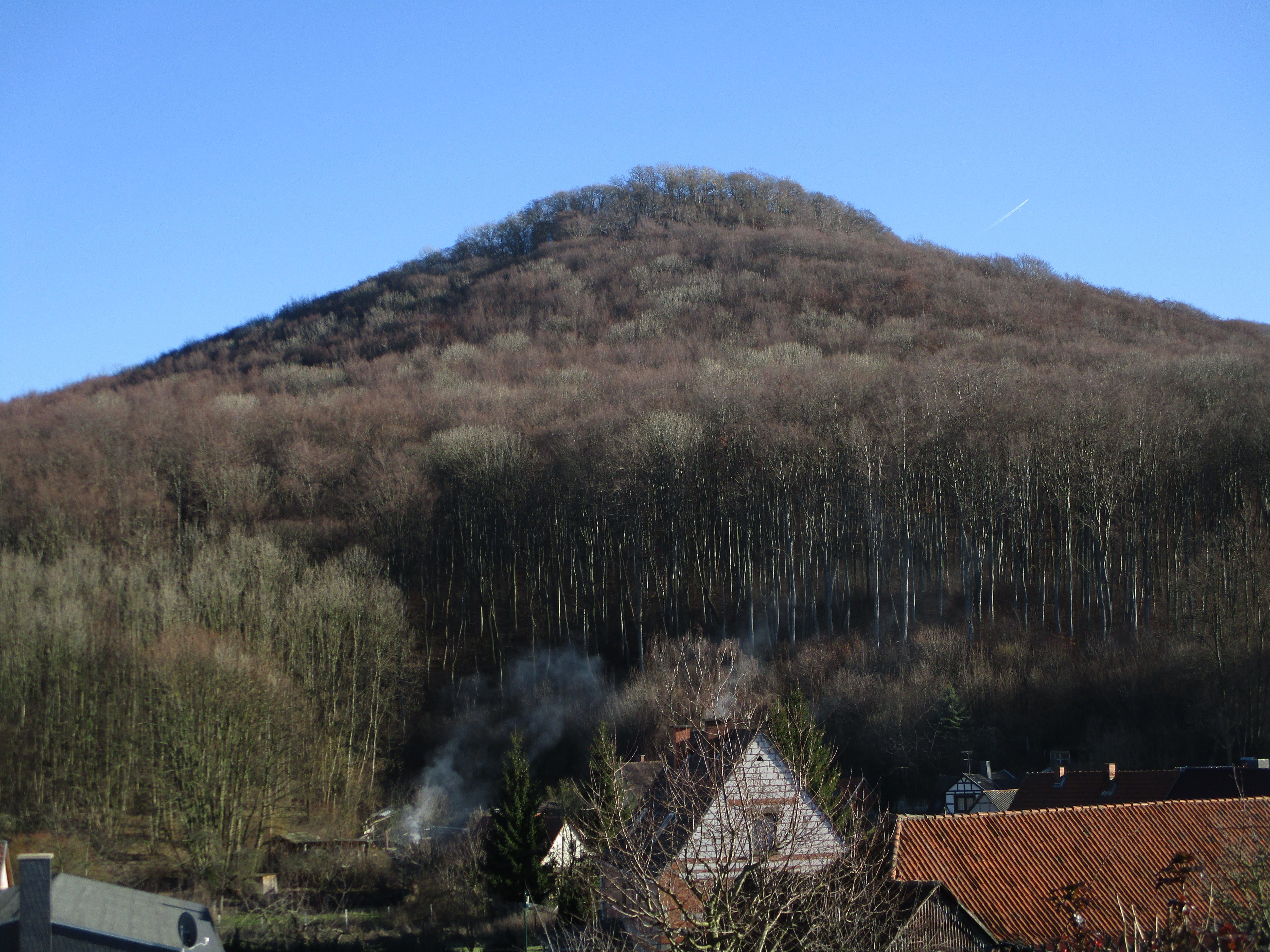
Wöbelsburg (429 m) bei Hainrode.

Hainrode (auch Hainrode/Hainleite) ist ein Ortsteil der Stadt und Landgemeinde Bleicherode im Landkreis Nordhausen in Thüringen in Deutschland.

## Lage
Hainrode befindet sich an der Nordabdachung der Hainleite zum Übergang in die Wipperaue bei Hünstein. Der Ort liegt im Teichtal zwischen den Bergspornen Gatterberg im Westen, Kains im Süden und Wöbelsburg im Osten.

### Nachbarorte
| Wipperdorf | Nohra                                       | Wolkramshausen                 |
| Großlohra  | Kompassrose, die auf Nachbargemeinden zeigt | Wernrode                       |
|            | Kleinberndten                               | Burgruine Kirchberg Straußberg |

## Geschichte
In einem Verzeichnis des ehemaligen Herrschaft Lohra aus dem Jahr 1573 hat der Ort Hegenrode 35 Man, darunter 9 Hueffner und einen Rittersitz, der von den Grafen an Heinrich von Bilen verpfändet war.
Am 1. Januar 2019 schlossen sich die Gemeinden Hainrode, Friedrichsthal, Kleinbodungen, Kraja, Etzelsrode, Nohra, Wipperdorf und Wolkramshausen sowie die Stadt Bleicherode zur neuen Stadt und Landgemeinde Bleicherode zusammen. Die Gemeinde Hainrode war bereits seit 1991 Mitglied der Verwaltungsgemeinschaft Hainleite.

## Politik
Der Ortschaftsrat in Hainrode besteht aus vier Mitgliedern. Ortschaftsbürgermeisterin ist seit dem 1. Juli 2022 Tanja Goldhahn. Sie wurde bei den Kommunalwahlen 2024 mit 85,3 Prozent der Stimmen im Amt bestätigt.

### Wappen
„In Gold einen schwebenden schwarzen Astpfahl, beseitet von zwei aufrechten, mit blauer Schärfe auswärts gekehrten, schwarzen Beilen.“

### Partnerschaft
- Kocsola, Ungarn, seit 2013
- Hainrode (Ludwigsau), Hessen

## Sehenswürdigkeiten
Am südöstlichen Ortsrand befindet sich ein, nach einem Bergsporn oberhalb von Hainrode als „Wöbelsburg“ bezeichnetes Gutshaus (frühere Besitzer: von Bila), dessen erste Bauphase auf das 12. Jahrhundert datiert wird, das aber vorwiegend im 16. Jahrhundert errichtet und noch nach der Wiedervereinigung erweitert wurde. Zu DDR-Zeiten und bis 1997 war in den Gebäuden ein Kinderheim untergebracht. Das Gebäude steht unter Denkmalschutz und befindet sich nunmehr im Besitz des Landes Thüringen.
Die St.-Maria-Magdalena-Kirche entstand im 17. Jahrhundert. Der Turm stammt vom Vorgängerbau aus dem 14. Jahrhundert.

## Vereine
- Heimat- und Museums-Verein Hainrode/Hainleite
- Sportverein Hainrode e. V.

## Ostertradition
Jedes Jahr zu Ostern führt der Hainröder Männer- und Burschenverein das traditionelle Kugelschlagen durch. Am Ostersonntag erfolgt ein Umzug unter Leitung des Vereins, bei dem der Erbesbär, ein in Stroh gewickelter Mann, durch den Ort geführt wird.

## Söhne und Töchter
- Karl Anton von Bila (1741–1820), Besitzer des Rittergutes Hainrode, preußischer Generalmajor und Kommandeur des Magdeburger Füsilier-Brigade
- Friedrich August Wolf (1759–1824), klassischer Philologe (Altphilologe) und Altertumswissenschaftler
- Georg Friedrich Wolf (1761–1814), Musikschriftsteller[3]
- Karl von Bila (1784–1846), Besitzer des Rittergutes Hainrode und preußischer Generalmajor